# IC 3231
IC 3231 је спирална галаксија у сазвјежђу Береникина коса која се налази на листи објеката дубоког неба у Индекс каталогу.
Деклинација објекта је + 24° 49' 14" а ректасцензија 12h 22m 43,7s. Привидна величина (магнитуда) објекта IC 3231 износи 15,2 а фотографска магнитуда 16,0.